# Park Se-wan
Park Se-wan (en hangul, 박세완; Busan, 24 de septiembre de 1994) es una actriz surcoreana.

## Carrera
Park Se-wan decidió emprender la carrera de actriz cuando aún estaba estudiando en la escuela secundaria, y para ello se graduó en interpretación en la Universidad de Sungkyunkwan, donde subió por primera vez a un escenario ya en el primer curso. Durante esos años de estudio actuó asimismo en algunos cortometrajes.
La actriz debutó en televisión en 2016, con el drama especial de KBS 2TV The Red Teacher con el personaje de Sook-hee, una estudiante de secundaria de Busan. Ese mismo año apareció con un papel secundario en la aclamada serie Goblin.
Su debut en el cine fue con el papel de Eun-hye en la película O New Wall, de 2016.
En 2017 apareció en el reparto de otras dos series de éxito: School 2017, con el personaje de Oh Sa-rang, y I'm Not a Robot. En esta última era Pi, la investigadora principal del equipo de robótica que creó a la robot protagonista Aji 3 (Chae Soo-bin).
Su primer papel romántico fue, siempre como actriz de reparto, el de Yeon Da-yeon en Marry Me Now (2018): es una joven llena de aegyo hacia sus padres, algo que le resultó difícil representar porque la actriz confiesa no tenerlo en gran medida.
En 2019 actuó en No Mercy, una película de acción en la que la protagonista (Lee Si-young) busca a su hermana desaparecida (la propia Park Se-wan). Ese mismo año tiene un papel protagonista en la serie de época y fantástica Joseon Survival Period, como Han Seul-gi.
En abril de 2021 se anunció que participaría en la comedia 6/45, con el papel de Yeon-hee, una teniente del ejército norcoreano que trabaja en las transmisiones de propaganda dirigidas al sur. La película se rodó en el verano de 2021 y se estrenó el 24 de agosto de 2022. Su trabajo en el filme fue distinguido con los premios New Wave (Grand Bell de 2022) y Mejor actriz de reparto en cine (Baeksang Arts de 2023).
En enero de 2022 se anunció el reparto de la serie original de Watcha Alice, the Ultimate Weapon, protagonizada por Park Se-wan y Song Geon-hee; la serie se estaba terminando de rodar en febrero y se esperaba que fuera estrenada a lo largo del año.

## Filmografía

### Cine
| Año  | Título            | Hangul          | Papel              | Notas        | Ref.                 |
| ---- | ----------------- | --------------- | ------------------ | ------------ | -------------------- |
| 2016 | O New Wall        | 오뉴월          | Eun-hye            | Cortometraje | [ 17 ]               |
| 2016 | Fente             | 팡뜨            |                    | Cortometraje | [ 18 ]               |
| 2018 | Omok Girl         | 오목소녀        | Lee Ba-duk         |              | [ 19 ]               |
| 2019 | No Mercy          | 언니            | Park Eun-hye       |              | [ 20 ]               |
| 2020 | Collectors        | 도굴            | Hye-ri             |              | [ 21 ]               |
| 2022 | Life Is Beautiful | 인생은 아름다워 | Oh Se-yeon (joven) | Musical      | [ 22 ]               |
| 2022 | 6/45              | 육사오          | Yeon-hee           |              | [ 11 ]               |
| 2024 | Victory           | 빅토리          | Jang Mi-na         | Protagonista | [ 23 ] [ 24 ] [ 25 ] |

### Series de televisión
| Año     | Título                      | Papel                  | Canal     | Notas              | Ref.                 |
| ------- | --------------------------- | ---------------------- | --------- | ------------------ | -------------------- |
| 2016    | The Red Teacher             | Sook-hee               | KBS2      | Drama Special      | [ 2 ]                |
| 2016    | Goblin                      | Fantasma de estudiante | tvN       |                    | [ 4 ]                |
| 2017    | Radiant Office              | Lee Kkot-bi            | MBC       |                    | [ 4 ]                |
| 2017    | School 2017                 | Oh Sa-rang             | KBS2      |                    | [ 6 ]                |
| 2017    | Madame Jung's One Last Week | Madame Jung (joven)    | KBS2      | Drama Special      |                      |
| 2017–18 | I'm Not a Robot             | "Pi" Angela Jin        | MBC       |                    | [ 8 ]                |
| 2018    | Marry Me Now                | Yeon Da-yeon           | KBS2      |                    | [ 3 ]                |
| 2018    | Too Bright Outside for Love | Kim Yang-hee (joven)   | KBS2      | Drama Special      |                      |
| 2018    | Just Dance                  | Kim Si-eun             | KBS2      |                    | [ 26 ]               |
| 2019    | Joseon Survival Period      | Han Seul-gi            | TV Chosun |                    | [ 10 ]               |
| 2019–20 | Never Twice                 | Geum Park-ha           | MBC       |                    | [ 27 ]               |
| 2021    | Lucky                       | Lee Yeong-hee          | tvN       | Drama Stage        | [ 28 ]               |
| 2021    | So Not Worth It             | Se-wan                 | Netflix   | Serie web          | [ 29 ] [ 30 ]        |
| 2022    | Alice, the Ultimate Weapon  | Gyeo-ul                | Watcha    | Serie web          | [ 15 ] [ 31 ]        |
| 2023    | One Day Off                 | Park Ha-kyung (joven)  | Wave      | Serie web, cameo   | [ 32 ]               |
| 2023    | ¡Doona!                     | Choi Yi-ra             | Netflix   | Serie web          | [ 33 ]               |
| 2024    | No hay amor desinteresado   |                        | tvN       | Aparición especial |                      |
| 2024    | Seoul Busters               | Seo Min-seo            | Disney+   | Serie web          | [ 34 ] [ 35 ] [ 36 ] |

## Premios y nominaciones
| Año  | Premio             | Categoría                                                | Papel                       | Resultado | Ref.   |
| ---- | ------------------ | -------------------------------------------------------- | --------------------------- | --------- | ------ |
| 2018 | 11.º Korea Drama   | Mejor actriz revelación                                  | Marry Me Now                | Nominada  |        |
| 2018 | KBS Drama          | Mejor actriz revelación                                  | Marry Me Now, Just Dance    | Ganadora  | [ 37 ] |
| 2018 | KBS Drama          | Mejor actriz en drama de un acto/especial/breve          | Too Bright Outside for Love | Nominada  | [ 38 ] |
| 2019 | 55.º Baeksang Arts | Mejor actriz revelación (TV)                             | Just Dance                  | Nominada  | [ 39 ] |
| 2019 | MBC Drama          | Premio a la excelencia, actriz en serie de fin de semana | Never Twice                 | Ganadora  | [ 40 ] |
| 2022 | Grand Bell         | Mejor actriz revelación                                  | 6/45                        | Nominada  | [ 41 ] |
| 2022 | Grand Bell         | Premio New Wave                                          | 6/45                        | Ganadora  | [ 13 ] |
| 2023 | 59.º Baeksang Arts | Mejor actriz de reparto (cine)                           | 6/45                        | Ganadora  | [ 14 ] |
| 2023 | Buil Film          | Mejor actriz de reparto                                  | 6/45                        | Nominada  | [ 42 ] |